# Luke Adams
Luke Adams (* 22. Oktober 1976 in Mvumi, Tansania) ist ein ehemaliger australischer Geher.
Bei den Commonwealth Games 2002 in Manchester gewann er die Silbermedaille im 20-km-Gehen. Über dieselbe Distanz kam er bei den Weltmeisterschaften 2003 in Paris/Saint-Denis auf den fünften und bei den Olympischen Spielen 2004 in Athen auf den 16. Platz.
Bei den Weltmeisterschaften 2005 in Helsinki wurde er Fünfter, und bei den Commonwealth Games 2006 in Melbourne gewann er Silber über 10 und 20 km.
Einem siebten Platz bei den Weltmeisterschaften 2007 in Osaka folgte ein sechster bei den Olympischen Spielen 2008 in Peking.